# 弦楽四重奏曲第40番 (ハイドン)
弦楽四重奏曲第40番変ロ長調op.33-4は、フランツ・ヨーゼフ・ハイドンによって作曲された弦楽四重奏曲である。まとめて出版されたop.33「ロシア四重奏曲」6曲（第37-42番）中の4曲目であることから、「ロシア四重奏曲第4番」とも呼ばれる。
- 演奏時間：15分強
- 作曲時期：1781年
- 作品番号
  - op. 33, No. 4
  - FHE No. 73
  - Hob. III. 40

## 構成
作曲の経緯については、「ロシア四重奏曲」の項を参照のこと。

ロシア四重奏曲全6曲の中で演奏時間は短めの部類に入るが、その中にハイドンらしい魅力が凝縮されている。
- 第1楽章 Allegro Moderato

ソナタ形式による。
- 第2楽章 Scherzo (Allegretto)

メヌエット的なスケルツォ。
- 第3楽章 Largo
- 第4楽章 Presto

ロンド形式。曲の終わりはピチカートである。